# NGC 216
NGC 216 (ook wel GC 113, ESO 540-15, H 3.244, h 49, MCG -04-02-035, PGC 2478 of HARO 13) is een lensvormig sterrenstelsel in het sterrenbeeld Walvis. Het hemelobject werd op 9 december 1784 ontdekt door de Duits-Britse astronoom William Herschel.